# Armeria saviana
Armeria saviana är en triftväxtart som beskrevs av Selvi. Armeria saviana ingår i släktet triftar, och familjen triftväxter. Inga underarter finns listade i Catalogue of Life.